# Монсо, Хайме
Хайме Монсо и Котс (исп. Jaime Monzó i Cots; 31 октября 1946, Барселона — 7 января 2020, Барселона) — испанский пловец, специалист по плаванию на спине. Выступал за сборную Испании по плаванию в 1960-х годах, обладатель серебряной медали чемпионата Европы, бронзовый призёр Средиземноморских игр, многократный победитель и призёр первенств национального значения, рекордсмен страны, участник летних Олимпийских игр в Мехико.

## Биография
Хайме Монсо родился 31 октября 1946 года в Барселоне, Испания. Занимался плаванием в местном клубе «Монтжуик», в составе которого в общей сложности 19 раз выигрывал чемпионат страны в различных плавательных дисциплинах и 12 раз обновлял национальные рекорды.
Впервые заявил о себе на взрослом международном уровне в сезоне 1963 года, когда вошёл в основной состав испанской национальной сборной и стал шестым в плавании на 200 метров на спине на Средиземноморских играх в Неаполе.
Будучи студентом, в 1965 году принимал участие в IV летней Универсиаде в Будапеште.
В 1966 году побывал на чемпионате Европы по водным видам спорта в Утрехте, откуда привёз награду серебряного достоинства, выигранную в плавании на спине на 200 метров — в финале уступил только советскому пловцу Юрию Громаку. Таким образом, стал вторым в истории испанцем (после Мигеля Торреса), сумевшим выиграть медаль континентального первенства по плаванию.
В 1967 году завоевал бронзовую медаль в плавании на 100 метров на спине на Средиземноморских играх в Тунисе.
Благодаря череде удачных выступлений удостоился права защищать честь страны на летних Олимпийских играх 1968 года в Мехико — стартовал в программе плавания на 200 метров на спине, но с результатом 2:20,1 не смог преодолеть предварительный квалификационный этап и сразу же выбыл из борьбы за медали.
Впоследствии неоднократно принимал участие в различных ветеранских соревнованиях по плаванию. С 2009 года входил в совет директоров Каталонской федерации плавания. Проявил себя как архитектор.
Умер 7 января 2020 года в Барселоне в возрасте 73 лет.